# Conflit frontalier entre l'Arménie et l'Azerbaïdjan
Conflits post-soviétiques

Carte montrant les territoires de l'Arménie occupés par l'Azerbaïdjan (2023).

Le conflit frontalier entre l'Arménie et l'Azerbaïdjan est un conflit post-soviétique en cours entre les forces militaires arméniennes et azerbaïdjanaises. La crise débute le 12 mai 2021, lorsque des soldats azerbaïdjanais traversent plusieurs kilomètres en Arménie dans les provinces de Syunik et Gegharkunik. L'Azerbaïdjan occupe actuellement au moins 50 kilomètres carrés du territoire arménien,,,,. L'Azerbaïdjan ne retire pas ses troupes du territoire arménien internationalement reconnu malgré les appels émis du Parlement européen, des États-Unis et de la France – deux des trois coprésidents du groupe de Minsk de l'OSCE,. Depuis la fin de la seconde guerre du Haut-Karabagh, le pays procède à de nombreuses incursions sur le territoire arménien et viole régulièrement l'accord de cessez-le-feu, provoquant des combats transfrontaliers avec l'Arménie,,,.
La crise s'aggrave en juillet 2021, avec des affrontements à la frontière entre l'Arménie et le Nakhitchevan, ainsi qu'en novembre 2021 dans les régions de Gegharkunik et Kalbajar, faisant des victimes des deux côtés.
En 2022, les forces azerbaïdjanaises bloquent le Sud de l'Arménie (Syunik) en fermant la principale autoroute nord-sud, interrompant tout transit international avec l'Iran et forçant l'Arménie à développer des routes alternatives,,,.
Une brève escalade substantielle des combats se produit à compter de septembre 2022, lorsque l'Azerbaïdjan lance la plus grande attaque contre la république d'Arménie depuis le début du conflit entre les deux pays. Des victimes sont signalées des deux côtés,,.
L'Arménie sollicite en vain l'intervention de l'Organisation du traité de sécurité collective et de la Russie en raison des incursions militaires de l'Azerbaïdjan en mai 2021 et septembre 2022, essuyant un refus à chaque demande,.
Les responsables de l'Union européenne et de la Russie condamnent explicitement les opérations militaires de l'Azerbaïdjan, les considérant comme des violations de l'accord de cessez-le-feu,,,,,. Avant août 2021, les soldats de maintien de la paix russes firent des déclarations neutres appelant « les deux parties » à désamorcer plutôt que de blâmer explicitement l'agressivité de l'Azerbaïdjan,,. Afin de renforcer la frontière contre les incursions militaires de l'Azerbaïdjan, l'Arménie alloue des zones de défense supplémentaires aux gardes-frontières du Service fédéral de sécurité russe,.
Bien que condamnée par l'Azerbaïdjan et la Russie, l'UE envoie une mission civile de surveillance de l'OTSC en Arménie pour contribuer à la stabilité le long de la frontière et dissuader les offensives de l'Azerbaïdjan. Le président azerbaïdjanais Ilham Aliyev profère de nombreuses menaces contre l'Arménie, telles que « l'Arménie doit accepter nos conditions » si les Arméniens souhaitent « vivre confortablement sur une superficie de 29 000 kilomètres carrés »,,,,.
Depuis les offensives de l'Azerbaïdjan, les frontières de l'Arménie sont devenues militarisées, perturbant les moyens de subsistance des résidents des communautés frontalières : les résidents ont été pris pour cible et ne peuvent plus accéder aux terres agricoles, aux écoles, aux ressources en eau, aux proches ou aux sites religieux,,,. Craignant pour leur sécurité, de nombreux villageois arméniens ont déménagé définitivement,,.
Le 19 septembre 2023, l’Azerbaïdjan lance une opération militaire majeure dans le Haut-Karabakh, prenant un jour plus tard le contrôle total de la république du Haut-Karabagh.

## Contexte

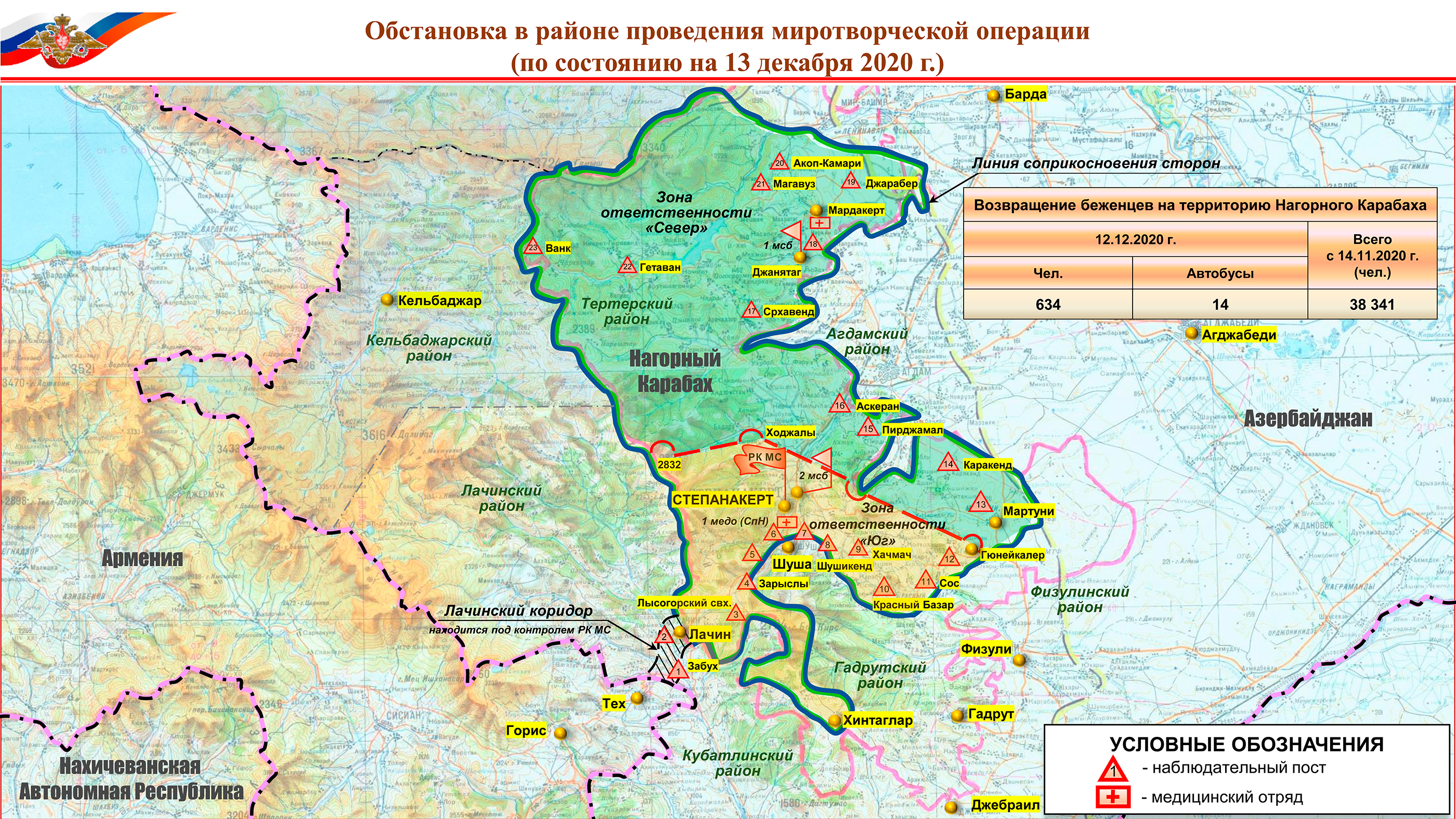
Description par rapport à la carte du 12 décembre 2020

Avant la guerre du Haut-Karabakh de 2020, 4 districts d'Azerbaïdjan à la frontière entre l'Arménie et l'Azerbaïdjan étaient occupés par les forces ethniques de l'Artsakh. La question de la démarcation de la frontière entre l'Arménie et l'Azerbaïdjan se pose immédiatement après la défaite de l'Arménie lors de la guerre du Haut-Karabakh de 2020, notamment du fait que l'Azerbaïdjan reprend alors le contrôle de ces territoires. Avant la guerre de 2020, il n'y avait pas de frontière physique entre l'Arménie et les districts arméniens occupés d'Azerbaïdjan, et certains villages arméniens s'étendaient sur le territoire azerbaïdjanais, tandis que certaines sources d'eau et pâturages se trouvaient sur le sol azerbaïdjanais.
En outre, il existe d'autres problèmes liés aux frontières, car l'Arménie contrôle depuis les années 1990 plusieurs villages du district de Qazakh en Azerbaïdjan, dont trois enclaves azerbaïdjanaises, ainsi qu'un village en enclave de Karki dans la République autonome de Nakhitchevan, tandis que l'Azerbaïdjan contrôle le village arménien enclavé d'Artsvashen.
Le 13 avril 2021, le président azerbaïdjanais Ilham Aliyev formule des revendications irrédentistes sur la capitale arménienne Erevan, Zangezur (Syunik) et Sevan (Gegharkunik), déclarant ces villes « terres historiques » de l'Azerbaïdjan,. Dans une déclaration d'avril 2021, il déclare que si l'Arménie n'accepte pas de fournir un couloir du Nakhitchevan à l'ouest de l'Azerbaïdjan via la province arménienne de Syunik, alors l'Azerbaïdjan l'établira par le recours à la force,,,.
Une déclaration conjointe de la présidente du Parlement européen de la délégation pour les relations avec le Caucase du Sud, Marina Kaljurand, et des rapporteurs permanents sur l'Arménie, Andrey Kovatchev, et l'Azerbaïdjan, Željana Zovko a, entre autres, condamné les déclarations faites par la partie azerbaïdjanaise : « Pour désamorcer la situation, il est de la plus haute importance que la rhétorique incendiaire cesse immédiatement. Dans ce contexte, nous condamnons en particulier les récentes déclarations des représentants azerbaïdjanais concernant ce que l'on appelle le « Zangezour occidental » et faisant référence au territoire de la République d'Arménie comme à la « terre ancestrale » azerbaïdjanaise. De telles déclarations sont hautement irresponsables et menacent de saper davantage la sécurité régionale ».
Le jour de la première incursion militaire de l'Azerbaïdjan, le 12 mai 2021, l'Azerbaïdjan annonce organiser un exercice de quatre jours impliquant 15 000 soldats, des chars, des systèmes de missiles et des unités aériennes, entre autres,.

## Territoire arménien occupé par l'Azerbaïdjan
Les soldats azerbaïdjanais occupent le territoire arménien internationalement reconnu et mènent des travaux d'ingénierie et de fortification,,,,,,,,,. Les estimations de la superficie du territoire occupé varient entre 50 et 215 kilomètres carrés, certains responsables et agriculteurs arméniens locaux affirmant que l'armée azerbaïdjanaise a réalisé des gains territoriaux plus importants que ne l'admettent les responsables d'Erevan,,,,,,,,.
Les observateurs européens de l'APCE ont « [...] observé la présence de positions militaires azerbaïdjanaises sur le territoire souverain arménien, parfois bien au-delà de toute ligne frontière contestée [...] [y compris] des hauteurs stratégiques [...] surplombant la route principale reliant la capitale Erevan à la frontière iranienne. Ces hauteurs stratégiques se trouvent dans les régions de Gegharkunik, Kapan et près du village de Nerkin Hand plus au sud. Selon International Crisis Group, ces nouvelles positions donnent clairement aux forces azerbaïdjanaises un avantage en cas de reprise des combats puisqu'elles encerclent plusieurs villages arméniens et surplombent la route principale menant à Syunik, considérée comme « une bouée de sauvetage pour les voies de communication du pays » vers l'Iran et le Haut-Karabakh,.
Les habitants craignent une séparation du sud de l'Arménie au reste du pays à moins que celui-ci ne renonce à des concessions telles que le corridor de Zangezur. L'Arménie du Sud (Syunik) est souvent qualifiée « d'épine dorsale de l'Arménie », la zone reliant le pays à la fois à l'Artsakh et à l'Iran. Avec 80 % des frontières de l'Arménie fermées depuis 30 ans de blocus imposé par la Turquie et l'Azerbaïdjan, la frontière avec l'Iran constitue l'une des deux seules frontières internationales ouvertes avec l'Arménie.
Depuis les incursions militaires de l'Azerbaïdjan, la frontière orientale de l'Arménie devint militarisée ; les agriculteurs arméniens des zones frontalières se font régulièrement tirer dessus ou leur bétail est volé,. Un article publié dans le magazine Jacobin résume la situation comme suit : « L'Azerbaïdjan [...] kidnappe, torture, viole et exécute des Arméniens dans les régions frontalières ». Craignant pour leur sécurité, de nombreux villageois arméniens ont cessé d'utiliser des terres auparavant utilisées à des fins agricoles et d'autres s'en sont éloignés définitivement,,.
L’Azerbaïdjan n’a pas retiré ses troupes du territoire arménien internationalement reconnu malgré les appels en ce sens du Parlement européen, des États-Unis et de la France – ces deux derniers représentent deux des trois coprésidents du groupe de Minsk de l’OSCE.
Sans démarcation officielle de la frontière, l'Azerbaïdjan ne peut être accusé d'occupations illégales d'après les autorités,. Les médias azerbaïdjanais et des hommes politiques notables du pays appellent à davantage d'occupation de territoires arméniens,.

## Chronologie

### Mai 2021
Des rapports émergent concernant le passage de soldats azerbaïdjanais sur le territoire arménien le 12 mai, dans deux zones le long de la frontière arméno-azerbaïdjanaise ; la zone autour du lac Sev, située à l'est du village d'Ishkhanasar et de la montagne Mets Ishkhanasar, et au nord de la ville de Goris et des villages de Verishen et Akner dans la province de Syunik, ainsi qu'à proximité des villages de Verin Shorzha et Kut dans la province de Gegharkunik. Le Premier ministre arménien Nikol Pachinian déclare que les informations concernant l'avancée azerbaïdjanaise sur le lac Sev sont correctes, que des négociations sont en cours pour un retrait azerbaïdjanais et que les forces arméniennes ont arrêté l'avancée sans qu'aucune escarmouche n'ait eu lieu,.

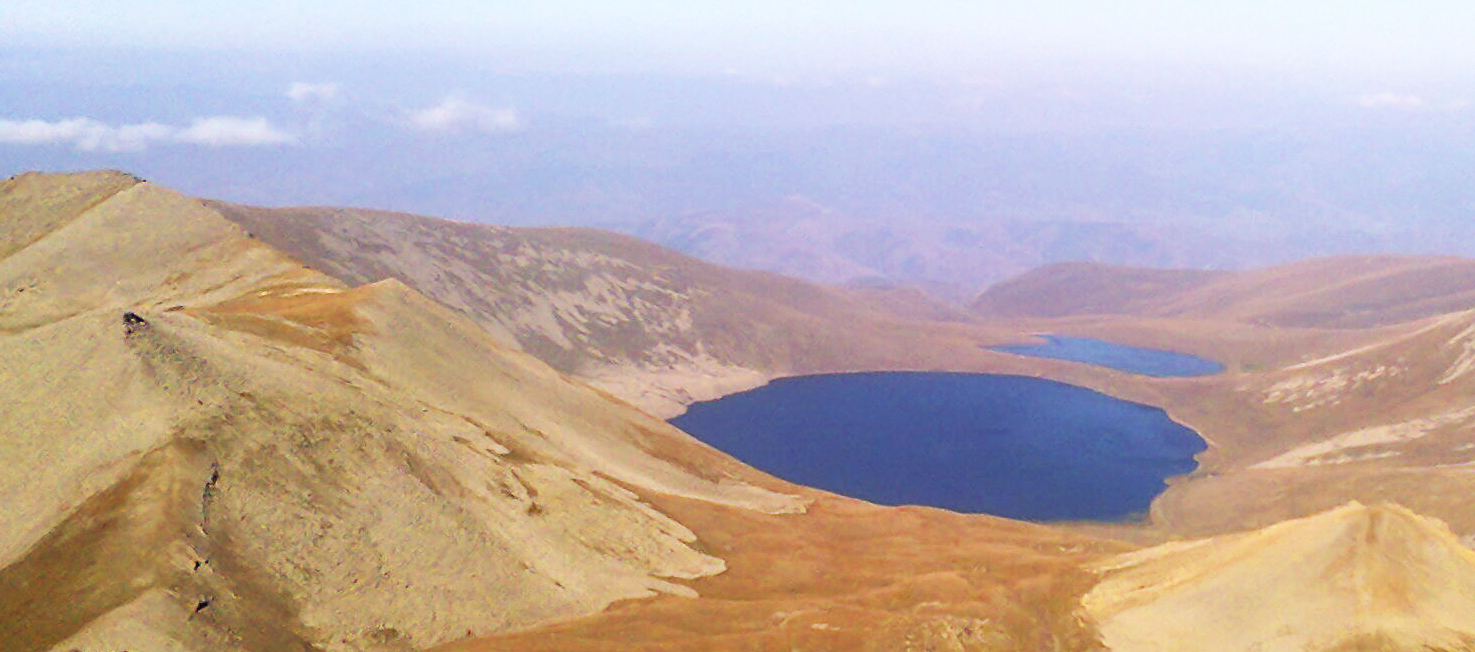
Le lac Sev vu du sommet de la montagne Mets Ishkhanasar en Arménie.

La partie arménienne déclare que selon les cartes soviétiques, la plus grande partie du lac se trouve en Arménie et la plus petite partie en Azerbaïdjan. L'agence de presse Armenpress publie la carte de l'état-major général des forces armées de l'URSS numérotée J-38-21, à l'échelle 1:100 000 montrant le lac Sev avec ses rives est, ouest et sud situées sur le territoire de la RSS d'Arménie et seule une petite section de la rive nord du lac couvrant près de 10% de celui-ci situé dans la RSS d'Azerbaïdjan, et le plus petit lac situé à l'est du lac Sev entièrement sur le territoire arménien. La partie azerbaïdjanaise partage quant à elle une carte avec la totalité du lac appartenant à l'Azerbaïdjan tout en refusant de quitter le territoire.
Le 14 mai, Nikol Pachinian fait officiellement appel à l'Organisation du traité de sécurité collective (OTSC, dirigée par la Russie) afin qu'elle vienne tenir des consultations concernant l'incursion azerbaïdjanaise en Arménie,. Le même jour, Nikol Pachinian demande au président russe Vladimir Poutine un soutien militaire,. Des responsables militaires arméniens et azerbaïdjanais se réunissent à la frontière avec des représentants de l'armée russe déployés dans la province de Syunik pour plusieurs heures de négociations, sans qu'aucun accord immédiat ne soit annoncé par la suite.
Le 15 mai, le ministère arménien de la Défense déclare que la situation concernant l'incursion azerbaïdjanaise des 12 et 13 mai n'est toujours pas résolue, tandis que l'armée azerbaïdjanaise se retire de certaines positions en raison des mouvements de troupes arméniens, et que les négociations visant à parvenir à un règlement pacifique de la crise doivent se poursuivre dans la journée.
Le 15 mai, le service de presse du ministère azerbaïdjanais des affaires étrangères rejette les informations faisant état d'une incursion azerbaïdjanaise en Arménie, déclarant que l'Azerbaïdjan ne fait que faire respecter les frontières de l'Azerbaïdjan sur la base de cartes définissant la frontière entre l'Arménie et l'Azerbaïdjan, critiquant des déclarations comme « provocatrices » et « inadéquates » ; le ministère ajoute que les autorités arméniennes utilisent la situation à des fins de politique intérieure pré-électorale, et que l'Azerbaïdjan est en train de mener des négociations avec l'Arménie au sujet de la normalisation de la frontière arméno-azerbaïdjanaise,,.
Lors d'un appel avec le président kazakh Kassym-Jomart Tokaïev, le président azerbaïdjanais Aliyev décrit la décision de l'Arménie (devant faire appel à l'OTSC) comme une tentative « d'internationaliser la question ».
Le 20 mai 2021, le Premier ministre par intérim Nikol Pachinian confirme que l'Arménie et l'Azerbaïdjan sont proches d'un accord sur la création d'une commission mixte pour délimiter la frontière entre les deux pays, la Russie agissant en tant que médiateur, et chaque pays nommant des délégués au commission avant le 31 mai.
Dans la matinée du 20 mai 2021, un groupe de militaires azerbaïdjanais traversent la frontière près du village de Khoznavar dans la région de Goris, marchant 1,5 km en territoire arménien. Ils sont forcés de retourner à leurs positions d'origine par les forces arméniennes, mais ils tentent ensuite une deuxième fois de traverser la frontière dans la soirée, ce qui entraîne une bagarre entre militaires arméniens et azerbaïdjanais. Le bureau du procureur général d'Arménie signale que onze soldats arméniens sont blessés puis hospitalisés, comptant également des blessés du côté azerbaïdjanais. Des vidéos de l'incident sont mises en ligne sur les réseaux sociaux, sur lesquelles on peut voir des militaires azerbaïdjanais attaquant et battant des soldats arméniens et, le lendemain, une autre vidéo montrant les forces armées arméniennes expulsant des militaires azerbaïdjanais de leur territoire.
Le 27 mai 2021, après l'augmentation des tensions et la capture de six soldats arméniens par les forces azerbaïdjanaises tôt dans la matinée, le Premier ministre arménien Nikol Pachinian appelle au déploiement d'observateurs internationaux le long de certaines parties de la frontière entre l'Arménie et l'Azerbaïdjan. « Si la situation n'est pas résolue, cette provocation pourrait inévitablement conduire à un affrontement à grande échelle », déclare-t-il lors d'une réunion d'urgence du Conseil de sécurité arménien tenue dans la soirée, suggérant à l'Arménie et à l'Azerbaïdjan de retirer leurs troupes des zones frontalières et laisser la Russie et/ou les États-Unis et la France, les deux autres coprésidents du groupe de Minsk de l'OSCE, y déployer leurs observateurs. Le désengagement des troupes et le lancement de la mission d'observation, devra être suivis d'un processus de « vérification des points frontaliers » supervisé par la communauté internationale, déclare le Premier ministre.
Le 28 mai 2021, le porte-parole de l'Union européenne, Peter Stano, appelle à une désescalade immédiate et exhorte les deux parties à ramener leurs forces aux positions qu'elles occupaient avant le 12 mai et à engager des négociations sur la délimitation et la démarcation des frontières, saluant les propositions d'une éventuelle mission d'observation internationale et se déclarant prêt à fournir son expertise et son aide en matière de délimitation et de démarcation des frontières. L'UE continue d'appeler l'Azerbaïdjan à libérer sans délai tous les prisonniers de guerre et détenus et salue tous les efforts visant à réduire les tensions.

### Juillet 2021

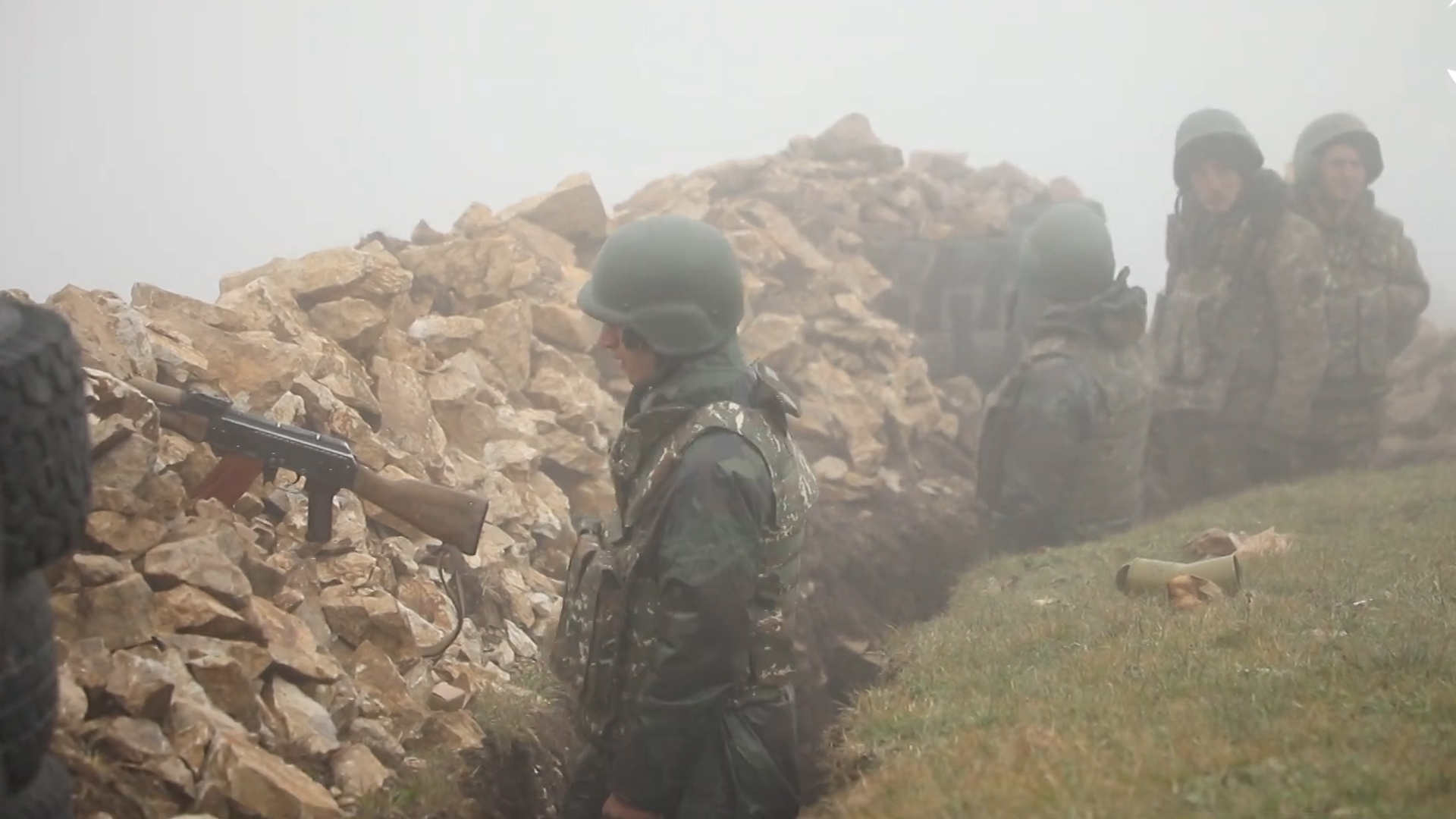
Positions militaires des forces arméniennes dans la direction nord-est de l'Arménie, attaquées par les forces azerbaïdjanaises le 28 juillet 2021, selon le ministère de la Défense arménien.

Après un incident survenu le 6 juillet dans le district d'Agdam, les forces arméniennes et azerbaïdjanaises s'affrontent de nouveau du côté des districts azerbaïdjanais de Tovuz, Gadabay, Nakhitchevan et Shusha du 7 au 15 juillet,. Le 14 juillet, le ministère arménien de la Défense déclare que les ingénieurs azerbaïdjanais tentent de faire avancer leurs positions militaires près de Yeraskh dans la section Nakhitchevan de la frontière arméno-azerbaïdjanaise, et que des affrontements ont éclaté. D'après le ministère, la partie azerbaïdjanaise avait bombardé Yeraskh à l'aide de mortiers et de lance-grenades, tuant un soldat arménien, et blessant le chef de la communauté de Yeraskh. Le ministère azerbaïdjanais de la Défense déclare qu'un soldat azerbaïdjanais stationné près de Heydarabad a été blessé lors des affrontements, et ajoute : « la responsabilité de la création de tensions le long de la frontière d'État des deux pays incombe entièrement à l'Arménie ». Plus tard le même jour, d'après le ministère azerbaïdjanais de la Défense, les forces arméniennes font feu sur les positions azerbaïdjanaises près d'Istisu à Kalbajar et d'Aghdam à Tovuz. Le 19 juillet, la partie arménienne signale de nouveaux affrontements près de Yeraskh.
Le 22 juillet 2021, le président azerbaïdjanais Ilham Aliyev émet une nouvelle revendication irrédentiste sur la province arménienne de Syunik (également connue sous le nom de Zangezur), affirmant qu'il s'agit de « notre propre territoire » :

« De passage à Erevan, Charles Michel a appelé les territoires frontaliers avec l'Arménie contestés. Pour être honnête, je ne suis pas d'accord avec cette affirmation. Parce que nous croyons que ce sont nos territoires. Je crois que c'est le territoire de Zangezur. Et Zangezur est la terre de nos ancêtres, et nous sommes sur notre territoire[pas clair]. »

— Ilham Aliev
Le 23 juillet 2021, le ministère de la Défense azerbaïdjanais annonce qu'un de ses soldats a été tué par des tirs de tireurs d'élite arméniens dans le district de Kalbajar, près de la frontière entre l'Arménie et l'Azerbaïdjan. Pendant ce temps, selon le ministère de la Défense arménien, trois militaires arméniens ont été blessés lorsque les forces azerbaïdjanaises ont ouvert le feu sur des positions arméniennes situées dans la zone de Gegharkunik.
Le 28 juillet 2021, le défenseur arménien des droits de l'homme signale des tirs intensifs provenant du côté azerbaïdjanais entre 3 h 30 et 3 h 40 visant des bâtiments civils dans les villages de Verin Shorzha et Saradeghy dans la province de Gegharkunik. Le même jour, trois soldats arméniens sont tués lors de nouveaux affrontements avec les forces azerbaïdjanaises dans le district de Kalbajar et la province de Gegharkunik, et quatre autres blessés. L'Arménie accuse l'Azerbaïdjan « d'occuper le territoire souverain de l'Arménie » alors que la partie azerbaïdjanaise impute l'incident aux forces arméniennes, déclarant qu'elles avaient ouvert le feu en premier. L'Azerbaïdjan dénombre également 2 soldats blessés lors de l'escarmouche.
Le 29 juillet, d'après le ministère de la Défense azerbaïdjanais, les forces arméniennes brisent le cessez-le-feu dans la matinée, en utilisant des fusils automatiques et des lance-grenades. Les autorités arméniennes accusent la partie azerbaïdjanaise d'être à l'origine de la violation du cessez-le-feu, ce que l'Azerbaïdjan dément. Un soldat arménien est blessé dans la fusillade.
Le 31 juillet, les forces azerbaïdjanaises font feu sur un véhicule de soutien logistique livrant de la nourriture aux positions militaires arméniennes à Yeraskh. En conséquence, le véhicule est « gravement endommagé ».

### Août 2021
Le 13 août 2021, l'Arménie et l'Azerbaïdjan signalent des bombardements à la frontière. Le ministère de la Défense arménien déclare que les unités azerbaïdjanaises ont alors ouvert le feu avec des armes à feu de divers calibres sur les positions arméniennes dans la section de Gegharkunik. L'Azerbaïdjan accuse quant à elle l'Arménie d'être à l'origine des tirs en direction des districts de Kalbajar et Gadabay.
Le 16 août 2021, deux autres soldats arméniens sont tués par les forces azerbaïdjanaises. Vahan Tatosyan est tué par un tir de sniper à 9 h 50 à Yeraskh, tandis qu'Arman Hakobyan est tué à Gegharkunik à 18 h 10,.
Le 17 août 2021, le ministère de la Défense arménien annonce qu'un autre soldat arménien a été blessé à la suite d'un bombardement depuis l'Azerbaïdjan.
Le 27 août 2021, les troupes azerbaïdjanaises prennent pour cible le village de Kut : « Des personnes âgées et des enfants se trouvaient dans la cour au moment des tirs. Le 27 août, vers 22 heures, les forces armées azerbaïdjanaises firent feu de manière intensive sur des maisons civiles dans le village de Kut, dans la région de Gegharkunik, ciblant directement la population civile », rapporte le défenseur des droits humains arménien Arman Tatoyan,.

### Septembre 2021
Le 1er septembre 2021, un autre soldat arménien est tué par les forces azerbaïdjanaises. Gegham Sahakyan décède des suites d'un tir de sniper à 11 h 10 à Yeraskh.

### Octobre 2021
Le 9 octobre 2021, le ministère de la Défense arménien signale qu'un militaire arménien, Misak Khachatryan, est blessé par un tir depuis la frontière avec l'Azerbaïdjan dans la province d'Ararat.
Le 11 octobre 2021, un civil arménien du nom d'Aram Tepnants est abattu par des tireurs d'élite azerbaïdjanais dans la ville de Martakert. Le ministère russe de la Défense confirme l'incident et lance une enquête impliquant les deux parties par les casques bleus russes.
Le 15 octobre 2021, un soldat azerbaïdjanais est tué par des tirs de tireurs d'élite arméniens.
Les 15 et 16 octobre 2021, selon les médias arméniens, les forces azerbaïdjanaises bombardent le village de Yeraskh, provoquant des incendies endommageant les cultures,.

### Novembre 2021
Le 8 novembre 2021, un civil arménien est tué et trois blessés lorsque les troupes azerbaïdjanaises ouvrent le feu sur des Arméniens réparant une conduite d'alimentation en eau près de Chouchi. Le ministère russe de la Défense confirme une nouvelle fois l'incident et lance une enquête impliquant les deux parties par les casques bleus russes. Le Bureau des affaires européennes et eurasiennes du département d'État des États-Unis condamne le meurtre d'un civil arménien sur sa page Twitter,.
Le 16 novembre 2021, des affrontements entre l'Azerbaïdjan et l'Arménie éclatent dans les régions de Syunik-Gegharkunik/Kalbajar-Lachin. Sept soldats azerbaïdjanais et six soldats arméniens sont alors tués, tandis que 32 soldats arméniens sont capturés. Selon le commandant militaire et homme politique arménien Samvel Babayan (en), l'Azerbaïdjan tente d'atteindre deux objectifs : établir un corridor vers le Nakhitchevan et imposer un traité de paix par la reconnaissance de l'intégrité territoriale. Les affrontements s'achèvent à 18 h 30 (heure locale), après un cessez-le-feu négocié par la Russie. Le 16 novembre, Nikol Pachinian annonce que 41 kilomètres carrés de l'Arménie sont occupés par les forces azerbaïdjanaises. Ce nombre est utilisé depuis mai, suggérant qu'aucune nouvelle terre n'a été occupée lors de cette nouvelle série de combats, mais cette annonce contredit le rapport du minsitère de la Défense arménien, selon lequel l'Arménie perd deux positions militaires le 16 novembre.
Le 22 novembre 2021, un soldat arménien est tué par les forces azerbaïdjanaises près du village de Norabak dans la province de Gegharkunik.

### Décembre 2021
Le 3 décembre, un civil de 65 ans, Seyran Sargsyan, du village de Chartar du district de Martun est capturé et assassiné par l'armée azerbaïdjanaise. Les casques bleus russes ouvrent une nouvelle enquête sur l'affaire impliquant les deux parties,.
Le 4 décembre, l'Azerbaïdjan libère 10 soldats arméniens capturés lors des affrontements du 16 novembre en échange de cartes détaillant l'emplacement des mines terrestres dans le Haut-Karabakh ; l'accord est conclu avec la médiation russe.
Le 9 décembre, le ministère de la Défense azerbaïdjanais annonce qu'un soldat azerbaïdjanais est mort lors d'une escarmouche avec les forces arméniennes à la frontière azéro-arménienne.
Le 10 décembre, un soldat arménien est tué après des affrontements avec les forces azerbaïdjanaises dans la zone de Gegharkunik à la frontière arméno-azerbaïdjanaise.
Le 18 décembre, deux militaires azerbaïdjanais sont capturés par les forces arméniennes près de Lachin ; les soldats sont ensuite libérés.

### Janvier 2022
Le 11 janvier, un soldat azerbaïdjanais et trois soldats arméniens sont tués lors d'une fusillade dans la région de Verin Shorzha, dans la province arménienne de Gegharkunik,,.

### Mars 2022
Le 8 mars, le seul gazoduc reliant l'Arménie à l'enclave arménienne d'Artsakh est endommagé, alors que la tension monte dans la région après le lancement de l'invasion russe de l'Ukraine. L'approvisionnement en énergie aurait de nouveau été interrompu dans la soirée du 21 mars. Le Premier ministre arménien Nikol Pachinian et les autorités de l'Artsakh ont accusé le gouvernement azerbaïdjanais de créer délibérément des problèmes humanitaires supplémentaires pour la population de la région,.
Le 24 mars, selon le gouvernement d'Artsakh, des soldats azerbaïdjanais ont franchi la ligne de contact et pris le contrôle du village de Farukh, les femmes et les enfants étant évacués du village voisin de Khramort. Des casques bleus russes auraient négocié avec l'Azerbaïdjan. Le 27 mars 2022, le ministère russe de la Défense signale que les forces azerbaïdjanaises se sont retirées du village,. Cette déclaration est cependant démentie par le ministère azerbaïdjanais de la Défense. Le 30 mars 2022, selon les autorités d'Artsakh, les forces azerbaïdjanaises occupent toujours les hauteurs stratégiquement importantes de Karaglukh.

### Avril 2022
Le 6 avril, le Premier ministre Nikol Pachinian et le président Ilham Aliyev se rencontrent à Bruxelles pour des pourparlers de paix négociés par le président du Conseil européen Charles Michel,. Le même jour, le gouvernement azerbaïdjanais annonce que les forces arméniennes ont bombardé des positions militaires azerbaïdjanaises déployées à la frontière nord-est de la République d'Arménie. Cette affirmation est réfutée par le ministère arménien de la Défense.
Le 15 avril, les forces azerbaïdjanaises ont franchi la ligne de contact près du village de Seysulan (en). Plus tard dans la journée, ils auraient accepté de se replier.

### Août 2022
Des affrontements ont de nouveau éclaté fin juillet et début août 2022. Le 1er août, l'armée de défense d'Artsakh signale que l'Azerbaïdjan a tenté de franchir la ligne de contact dans le nord du Haut-Karabagh, blessant un soldat. Le ministère azerbaïdjanais de la Défense nia ces affirmations et le ministère russe de la Défense ne signala aucune violation du cessez-le-feu ce jour-là.
Au cours des deux jours suivants, des affrontements ont de nouveau éclaté, tuant un soldat azerbaïdjanais, deux soldats de l'armée de défense d'Artsakh et en blessant 14 autres. La communauté internationale réagit rapidement, la Russie accuse l'Azerbaïdjan de rompre le fragile cessez-le-feu et l'Union européenne appelle à une cessation immédiate des hostilités.
Selon le ministère azerbaïdjanais de la Défense, des soldats d'Artsakhi ont attaqué des postes de l'armée azerbaïdjanaise dans la région de Lachin, tuant un conscrit. En réponse, l'armée azerbaïdjanaise déclare avoir mené une opération appelée « Vengeance » et pris le contrôle de plusieurs hauteurs stratégiques au Karabakh. L'armée de défense d'Artsakh accuse l'Azerbaïdjan de violer le cessez-le-feu et déclare une mobilisation partielle. À la suite de la montée des tensions, l'Arménie exhorte la communauté internationale à aider à mettre un terme aux « actions agressives » de l'Azerbaïdjan.
Le 26 août, les forces armées azerbaïdjanaises ont pris le contrôle total de la zone du corridor de Latchine, y compris Latchine et les villages de Zabukh et Sus dans le cadre de l'accord de cessez-le-feu de 2020.

### Septembre 2022
Dans la soirée du 12 septembre 2022, l'Arménie et l'Azérbaïdjan s'engagent dans des combats d'envergure tout le long de la frontière. D'après le ministère azerbaïdjanais de la Défense, les forces arméniennes ont organisé des « actes subversifs à grande échelle » et tiré sur des positions azerbaïdjanaises près des districts frontaliers de Dachkesan, Kelbadjar et Latchine,. Le ministère arménien de la Défense déclare que les forces azerbaïdjanaises ont attaqué les positions arméniennes près des villes de Vardenis, Goris, Sotk et Djermouk avec de l'artillerie et des armes lourdes,. Au moins 105 soldats arméniens et 71 militaires azerbaïdjanais ont été tués,.

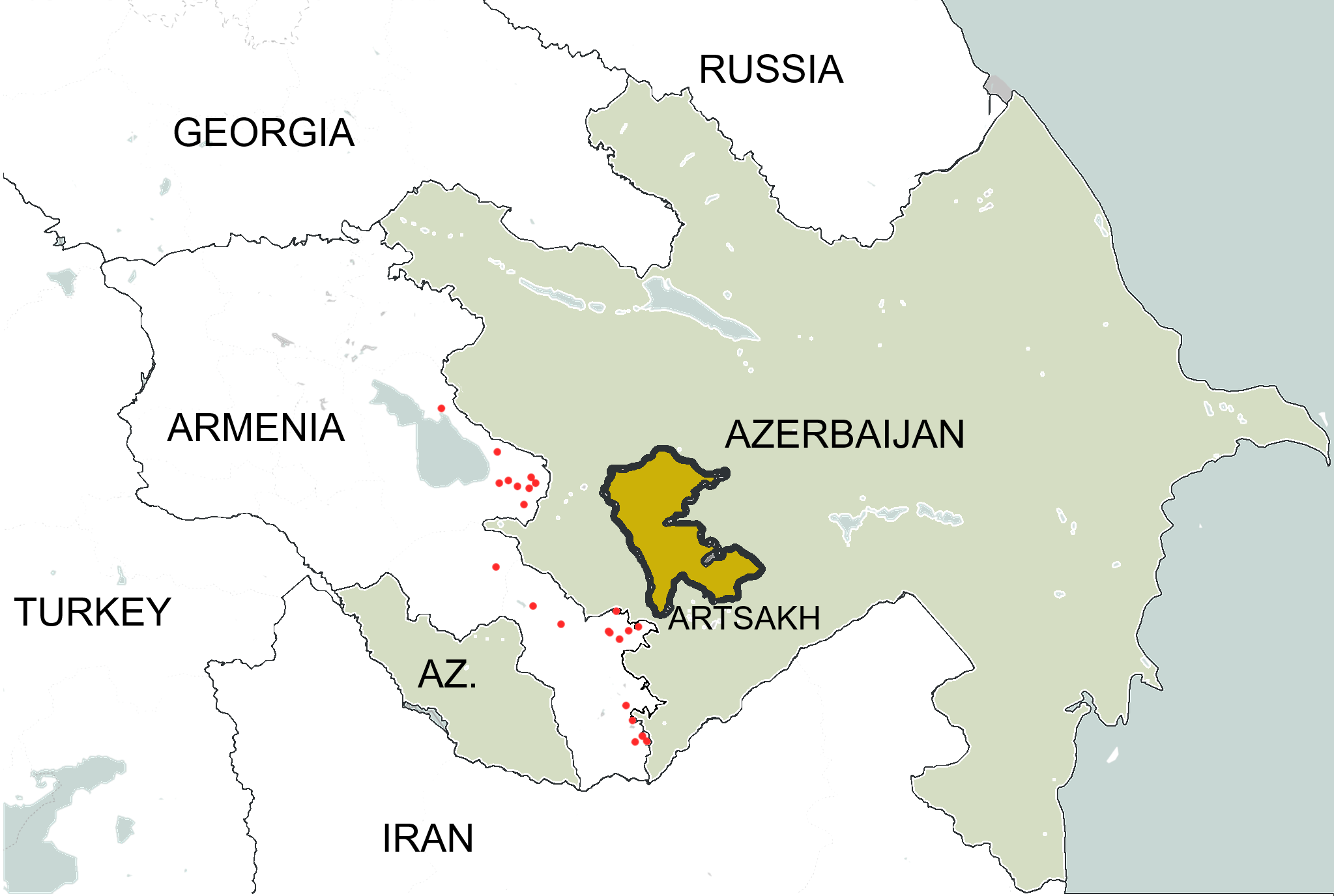
Frappes azerbaïdjanaises sur le territoire arménien entre le 12 et le 14 septembre 2022.

Le 14 septembre 2022, l'Azerbaïdjan utilise de l'artillerie, des mortiers, des drones d'attaque et des armes légères lors d'attaques le long de la frontière arméno-azerbaïdjanaise annonce le ministère arménien de la Défense,. Le même jour, des unités de l'armée azerbaïdjanaise essuient des tirs arméniens dans les raïons de Kelbadjar et de Latchine,. Le 15 septembre 2022 à 0 h 20, le secrétaire du Conseil de sécurité arménien Armen Grigorian annonce qu'un accord de cessez-le-feu a été conclu entre l'Arménie et l'Azerbaïdjan, information non confirmée par la partie azerbaïdjanaise.

### Octobre 2022
Le 6 octobre 2022, le Premier ministre arménien Nikol Pashinyan et le président azerbaïdjanais Ilham Aliyev se rencontrent lors du sommet de la Communauté politique européenne à Prague pour tenter de résoudre le conflit de longue date du Haut-Karabakh et la récente crise frontalière entre l'Arménie et l'Azerbaïdjan. À l'issue de la réunion, il est déclaré que les deux parties ont convenu un déploiement d'une mission dirigée par l'Union européenne, qui sera déployée du côté arménien de leur frontière commune pendant une période de deux mois, à compter d'octobre 2022,. L'objectif déclaré de la mission est de « renforcer la confiance et, par ses rapports, de contribuer aux travaux des commissions des frontières » en vue de la délimitation de la frontière entre les deux parties. Le 12 octobre, près d'un mois après l'attaque de l'Azerbaïdjan, le Conseil de sécurité arménien déclare un accord de paix futur entre les deux pays d'ici la fin de l'année.
L'OSCE envoie également une « équipe d'évaluation des besoins » (Needs Assessment Team) en Arménie entre le 21 et le 27 octobre 2022, à la suite d'une demande formulée par le gouvernement arménien. Un groupe d'experts internationaux et de représentants du Secrétariat de l'OSCE sont déployés pour évaluer la situation dans certaines zones frontalières entre les deux pays.

### Décembre 2022
À partir de décembre 2022, des Azerbaïdjanais mettent en place un blocus sur la seule route reliant le Haut-Karabagh à l'Arménie, dans la zone de l'intersection Chouchi-Dachalti, qui se trouve dans la zone de responsabilité de la mission de maintien de la paix du ministère de la Défense russe. L'Azerbaïdjan parle des bloqueurs comme des militants écologistes indépendants, mais la presse internationale révèle qu'ils sont pilotés en sous-main par les autorités.

### Janvier 2023
Le 23 janvier, la mission de l'Union européenne en Arménie (EUMA) débute ses opérations. L'objectif de la PSDC est de contribuer à la stabilité dans les zones frontalières de l'Arménie, de renforcer la confiance sur le terrain, de mener des patrouilles et des rapports actifs, et de soutenir les efforts de normalisation entre l'Arménie et l'Azerbaïdjan menés par le président du Conseil européen, Charles Michel. L'EUMA aura un mandat initial de 2 ans avec possibilité de prolongation.

### Avril 2023
Une escarmouche faisant 7 morts a lieu près du village de Tegh, le dernier village du corridor de Latchine en Arménie avant d'entrer sur le territoire azerbaïdjanais,. Des séquences vidéo diffusées par le ministère arménien de la Défense montrent des troupes azerbaïdjanaises ouvrant le feu lors de leurs rapprochements vers les soldats arméniens en train de creuser des tranchées le long de la frontière. Le ministère français des Affaires étrangères publie une déclaration : « L'intégrité territoriale de l'Arménie doit être respectée et les forces azerbaïdjanaises occupant des positions du côté arménien de la ligne de contact doivent se retirer afin de prévenir de futurs incidents et de préserver les fondements d'une paix durable dans la région ».

### Mai 2023
Le 5 mai, le secrétaire d'État américain Antony Blinken déclare qu'« un accord de paix entre l'Arménie et l'Azerbaïdjan est à portée de main », à l'issue de quatre jours de négociations approfondies tenues à Washington. Selon lui, des progrès ont été réalisés, les deux parties « trouveront probablement un accord-cadre en marge du deuxième sommet de la Communauté politique européenne qui se tiendra en Moldavie en juin 2023 ».
Après les négociations tenues aux États-Unis, l'Arménie et l'Azerbaïdjan annoncent reprendre les pourparlers de paix à Bruxelles. Selon des responsables, les alliés occidentaux encouragent les efforts de médiation entre les deux parties.
Les forces azerbaïdjanaises et arméniennes échangent des tirs d'artillerie le 11 mai le long de la frontière, près de la ville de Sotk dans la province de Gegharkunik, faisant au moins un mort militaire et plusieurs autres blessés. Les deux parties s'accusent mutuellement,. Les tensions s'intensifient après l'installation d'un point de contrôle dans le corridor de Latchine par l’Azerbaïdjan.

### Juillet 2023
Nikol Pachinian lance un avertissement selon lequel il existe un risque probable d'une troisième guerre à moins que les deux parties ne parviennent à parvenir à une paix permanente.

### Septembre 2023
Le 3 septembre 2023, lors d'un entretien, le Premier ministre arménien Nikol Pachinian admet l'erreur stratégique de la part de l'Arménie d'avoir compté uniquement sur la Russie pour garantir sa sécurité. Il déclare à ce sujet : « Moscou n'a pas été en mesure de tenir ses promesses et est en train de réduire son rôle dans la région élargie du Caucase du Sud » ; ajoutant : « la fédération de Russie ne peut pas répondre aux besoins de sécurité de l'Arménie. Cet exemple devrait nous démontrer que la dépendance à l'égard d'un seul partenaire en matière de sécurité est une erreur stratégique. » Pachinian accuse les soldats de maintien de la paix russes déployés de ne pas avoir fait leur travail. L'Arménie tente alors de diversifier ses accords de sécurité, notamment avec l'Union européenne et les États-Unis.
Le 7 septembre 2023, s'exprimant lors d'une réunion de hauts responsables du gouvernement, Nikol Pachinian accuse l'Azerbaïdjan de constituer une armée aux frontières du Haut-Karabakh et de l'Arménie,.
Le 14 septembre 2023, l'armée azerbaïdjanaise viole l'accord de cessez-le-feu sur le Haut-Karabakh dès les premières heures de la journée. Les forces azerbaïdjanaises utilisent des armes légères lors des tirs dans la région.
Le 19 septembre 2023, l’Azerbaïdjan lancent une opération militaire majeure dans le Haut-Karabakh, prétextant une opération antiterroriste après la mort de sept soldats azerbaïdjanais à la suite de l'explosion d'une mine, attribuée à des séparatistes arméniens,. Le défenseur des droits de la région du Haut-Karabagh annonce un bilan provisoire de cinq personnes tuées et quatre-vingt blessées.

## Incursions territoriales en république d'Artsakh

### Situation avant la guerre de septembre 2023
Depuis le 26 mars 2023, le gouvernement azerbaïdjanais a officialisé son blocus de la république d'Artsakh en s'emparant d'un terrain stratégique autour du corridor de Latchine à la fois en Artsakh et en Arménie, en installant un avant-poste militaire qui bloque un chemin de terre de contournement, bloquant l'ancienne section du corridor et l'installation d'un point de contrôle sur la nouvelle section,,,,,,. L'Azerbaïdjan ignore les appels des soldats de maintien de la paix russes à respecter les conditions de cessez-le-feu de 2020 et à retourner à leurs positions territoriales initiales derrière la ligne de contact,,,,. L'Azerbaïdjan ignore également les appels de la Cour internationale de Justice, de la Cour européenne des droits de l'homme et d'autres entités internationales visant à rétablir la liberté de circulation à travers le corridor de Latchine.

### Chronologie
Le 11 octobre 2021, un civil arménien nommé Aram Tepnants est abattu par des tireurs d'élite azerbaïdjanais dans la ville de Martakert. Le ministère russe de la Défense confirme l'incident et déclare que les forces de maintien de la paix russes ont lancé une enquête impliquant les deux parties.
Le 8 novembre 2021, un civil arménien est tué et trois autres blessés par des tirs des troupes azerbaïdjanaises lorsque ceux-ci réparaient une conduite d'approvisionnement en eau près de Chouchi. L’incident est confirmé par le ministère russe de la Défense, qui annonce lancer une nouvelle enquête impliquant les deux parties. Le Bureau des Affaires européennes et eurasiennes du Département d'État américain condamne l'incident,. Le 8 mars, le seul gazoduc reliant l'Arménie à l'enclave arménienne de l'Artsakh est signalé endommagé, alors que les tensions montent en intensité dans la région après le lancement de l'invasion de l'Ukraine par la Russie. L'approvisionnement en énergie aurait été à nouveau interrompu dans la soirée du 21 mars. Les autorités de l'Artsakh accusent le gouvernement azerbaïdjanais de créer délibérément des problèmes humanitaires supplémentaires pour la population de l'Artsakh,.
Le 24 mars, des soldats azerbaïdjanais franchissent la ligne de contact et prennent le contrôle du village de Farukh, à l'aide d'armes à feu et de drones, tandis que les femmes et les enfants sont évacués du village voisin de Khramort. Des soldats de la paix russes auraient tenter de négocier avec l'Azerbaïdjan. Le 27 mars 2022, les forces azerbaïdjanaises se sont retirées du village, d'après le ministère russe de la Défense,. Cette déclaration est réfutée par le ministère azerbaïdjanais de la Défense. Le 30 mars 2022, d'après les autorités de l'Artsakh, les forces azerbaïdjanaises occupent toujours les hauteurs stratégiquement importantes de Karaglukh. Le 15 avril 2022, les forces azerbaïdjanaises franchissent la ligne de contact près du village de Seysulan, avant de retirer plus tard dans la journée.
Des affrontements éclatent de nouveau fin juillet et début août 2022. Le 1er août, les forces armées du Haut-Karabagh signale que l'Azerbaïdjan a tenté de rompre la ligne de contact dans le nord du Haut-Karabakh, blessant un soldat. Le ministère azerbaïdjanais de la Défense nie ces affirmations et le ministère russe de la Défense ne signale aucune violation du cessez-le-feu ce jour-là. Au cours des deux jours suivants, des affrontements éclatent de nouveau, tuant un soldat azerbaïdjanais, deux soldats des forces armées du Haut-Karabagh et en blessant 14 autres. La communauté internationale réagit rapidement, la Russie accusant l’Azerbaïdjan de rompre le fragile cessez-le-feu, l’Union européenne appelant à une cessation immédiate des hostilités.
Selon le ministère azerbaïdjanais de la Défense, des soldats d'Artsakhi ont attaqué des postes de l'armée azerbaïdjanaise dans la région de Latchine, tuant un conscrit. En réponse, l'armée azerbaïdjanaise déclare avoir mené une opération appelée Vengeance et pris le contrôle de plusieurs hauteurs stratégiques au Karabakh. Les forces armées du Haut-Karabagh accusent l'Azerbaïdjan de violer le cessez-le-feu et déclarent une mobilisation partielle. À la suite de la flambée de violence, l'Arménie exhorte la communauté internationale à aider à mettre fin aux « actions agressives » de l'Azerbaïdjan.
Le 26 août, les forces armées azerbaïdjanaises prennent le contrôle total de la zone du corridor de Latchine, y compris Latchine et les villages de Zabukh et Sus, dans le cadre de l'accord de cessez-le-feu de 2020.

## Réactions

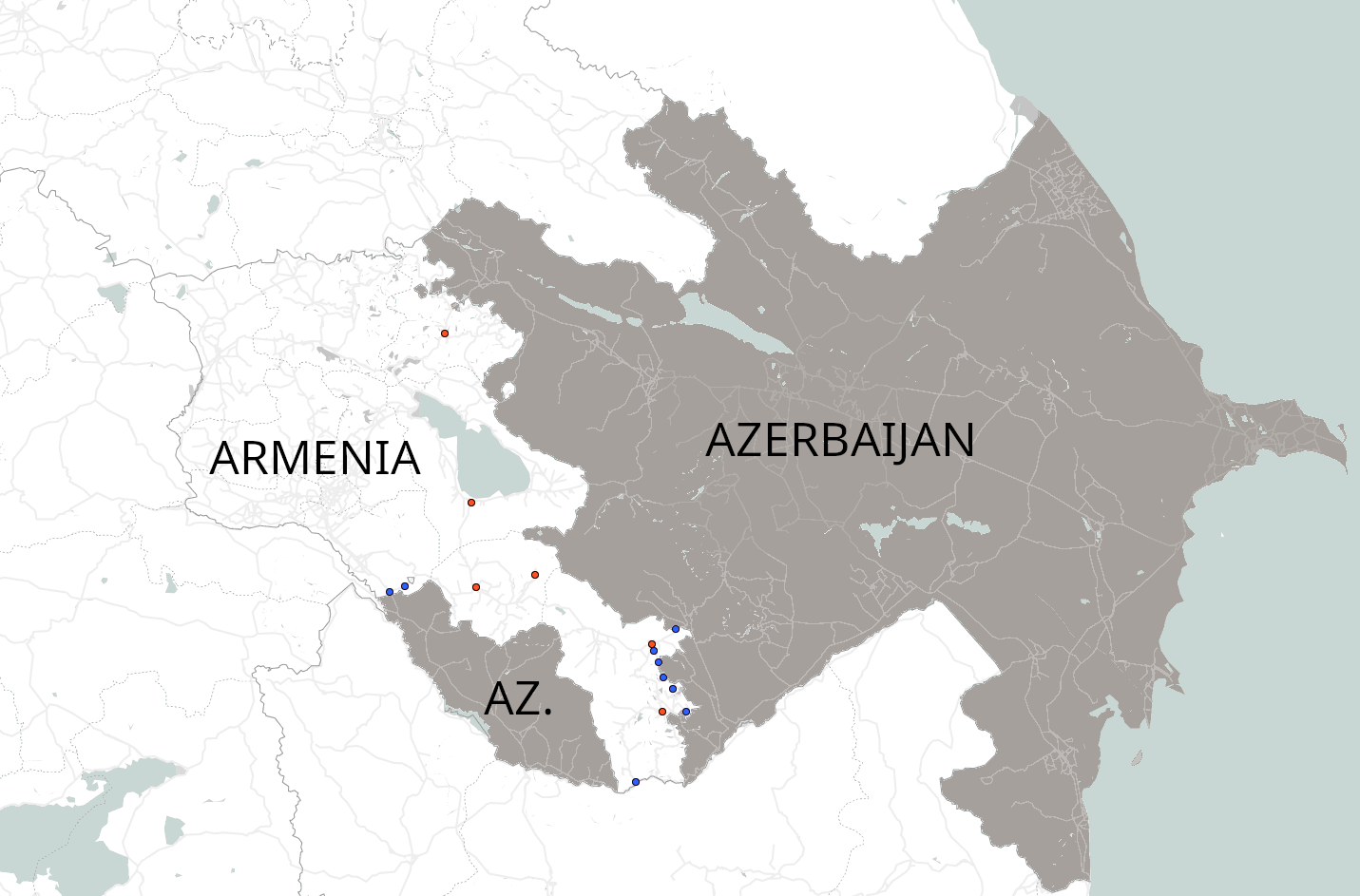
À la suite de la guerre du Haut-Karabakh en 2020, l’armée russe a accru sa présence en Arménie. Parallèlement, l'Union européenne a lancé une mission de surveillance civile en Arménie pour assurer la stabilité dans les zones frontalières avec l'Azerbaïdjan. Les points bleus correspondent aux emplacements de présence militaire russe accrue. Les points rouges correspondent aux bureaux extérieurs actuels ou futurs de la mission de l'Union européenne en Arménie (EUMA).

Divers pays, organisations supranationales et organisations de défense des droits de l'homme appellent à la fin des hostilités et à soutenir la démarcation bilatérale de la frontière, en respectant les termes de l'accord de cessez-le-feu de 2020, et à ce que l'Azerbaïdjan retire ses forces du territoire arménien.
À la suite de la guerre du Haut-Karabakh de 2020, la Russie et l'Union européenne ont accru leur présence en Arménie le long de la frontière avec l'Azerbaïdjan afin d'améliorer la stabilité de la frontière et de dissuader les offensives de l'Azerbaïdjan,. À la demande de l'Arménie, le Service fédéral de sécurité russe a étendu ses patrouilles en Arménie et l'UE a envoyé une mission de surveillance civile en Arménie. Cependant, même si les deux entités ont dissuadé la possibilité d'une guerre à grande échelle, elles n'ont pas été en mesure d'empêcher complètement la réalisation des objectifs de l'Azerbaïdjan.

## Analyse

### Récit azerbaïdjanais
L'Azerbaïdjan défend ses activités militaires sur le territoire arménien souverain en utilisant divers récits : affirmant que, sans démarcation formelle de la frontière, ses soldats ne peuvent pas être accusés d'occupation,, ses soldats accèdent simplement au territoire azerbaïdjanais inaccessible en raison de mauvaises conditions météorologiques,, il répond aux « provocations » arméniennes,,, et défend « l'intégrité territoriale » de l'Azerbaïdjan. L'Azerbaïdjan prétexte également fréquemment ses opérations militaires contre l'Arménie et l'Artsakh comme une « vengeance », exigeant des représailles pour la mort présumée de ses soldats,,,. Les médias azerbaïdjanais et d'éminents hommes politiques du pays appellent à davantage d'occupation de terres arméniennes après les attaques azerbaïdjanaises de septembre 2022, affirmant qu'une « zone tampon » est nécessaire pour dissuader les « provocations arméniennes »,.
Divers journalistes, hommes politiques et analystes politiques ont examiné plusieurs de ces allégations et les considèrent comme infondées ou invérifiables,,,,,. Selon des analystes politiques et les spécialistes du génocide, l'Azerbaïdjan emploie une tactique de « miroir » courante parmi les régimes génocidaires, qui consiste ici « à accuser l'Arménie et les Arméniens d'avoir commis les crimes que l'Azerbaïdjan a lui-même commis ou envisage de commettre »,,. Commentant l'incursion de l'Azerbaïdjan en mai 2021, Eurasianet (en) note : « même si ces cartes [de l'ère soviétique] n'étaient pas censées délimiter strictement une frontière internationale, elles semblent toutes montrer que la majeure partie du lac Sev se trouve en territoire arménien, signifiant qu'une tentative [azerbaïdjanaise] d’encerclement sera considérée comme une infiltration ».
Les critiques font valoir que les attaques de l'Azerbaïdjan contre l'Arménie en septembre 2022 ont sapé le discours officiel du gouvernement sur « l'intégrité territoriale », notant qu'au cours des 10 dernières années, l'Azerbaïdjan a de plus en plus encouragé des revendications territoriales expansionnistes contre le territoire arménien souverain (distinct du Haut-Karabakh),.
Selon l'analyste politique Eric Hacopian, l'objectif ultime de l'Azerbaïdjan est de nettoyer ethniquement le Haut-Karabakh des Arméniens, d'établir un corridor terrestre souverain à travers l'Arménie jusqu'à l'enclave du Nakhitchevan et de réaliser la « Gaza-ification de l'Arménie proprement dite » : c'est-à-dire : un État croupion arménien affaibli et inféodé aux intérêts azerbaïdjanais et turcs,.

### «Frontiérisation» de l'Arménie
La frontiérisation fait référence à la démarcation physique d'une frontière qui empêche la libre circulation des personnes et des biens.
Laurence Broers, directrice du programme Caucase du Sud à l'organisation de consolidation de la paix basée à Londres, Conciliation Resources (en), écrit : « l'attaque de l'Azerbaïdjan démontre le potentiel pour l'Arménie d'être coupée en deux, étant donné qu'elle ne fait que 40 kilomètres de large à son point le plus étroit ». Les motivations de l'Azerbaïdjan sont d'amener l'Arménie à renoncer formellement à toute prétention sur l'Artsakh : « Bakou cherche à éviter une répétition des années 1990 – où le camp militairement victorieux, puis l'Arménie, n'a pas été en mesure de consolider sa victoire dans une paix favorable à partir d'un position de force ».
Selon l'analyste, l'Azerbaïdjan utilise une « stratégie de négociation coercitive » afin d'obtenir des concessions de l'Arménie sur diverses questions, notamment les cartes des champs de mines et le corridor de Zangezur, et les frontières jamais délimitées permettront de convertir des cartographies datées ou ambiguës en de meilleures positions. Cette « frontiérisation », selon Broers, fait également pression sur la Russie en montrant que les garanties de sécurité russes à l'Arménie sont traitables par rapport à d'autres questions ; tester les garanties de sécurité collective de l'OTSC et tester la capacité de courtage de la Russie. Broers développe davantage le thème de la « frontiérisation » de l'Arménie par l'Azerbaïdjan dans sa revue publiée par Chatham House. Les tactiques appliquées par l'Azerbaïdjan à l'égard de l'Arménie après la guerre de 2020 sont qualifiées de tactiques de « frontiérisation » dans un article publié dans le Georgetown Journal of International Affairs le 16 juin 2021. Dans une déclaration conjointe du 17 novembre 2021, la présidente de la délégation pour les relations avec le Caucase du Sud, Marina Kaljurand, le rapporteur permanent du Parlement européen sur l'Arménie Andreï Kovatchev et la rapporteuse permanente du Parlement européen sur l'Azerbaïdjan, Željana Zovko qualifient l'opération militaire lancée par l'Azerbaïdjan le 16 novembre 2021, comme la pire violation à ce jour depuis l'accord de cessez-le-feu, condamnant toute tentative de « frontiérisation », telle qu'observée depuis l'incursion des troupes azerbaïdjanaises sur le territoire arménien le 12 mai 2021.
Selon la société de renseignement géopolitique Stratfor, « il est peu probable que l'Azerbaïdjan lance une opération militaire à grande échelle pour s'emparer de vastes étendues de nouveaux territoires au Haut-Karabakh ou en Arménie, car des méthodes moins coûteuses peuvent permettre à Bakou de maintenir sa progression vers ses objectifs. Les forces azerbaïdjanaises gagnent du terrain, cela améliore leur position tactique – même si ces gains territoriaux ne déplacent la ligne de contact de facto que de quelques mètres ».

### L’inaction de la Russie et de l’Organisation du traité de sécurité collective
La Russie est apparemment le garant de la sécurité de l'Arménie en raison des pays partageant une alliance de sécurité bilatérale et de leur adhésion commune à l'Organisation du traité de sécurité collective (OTSC), qui stipule que les membres s'entraident afin de protéger l'intégrité territoriale :

« En cas d'agression (attaque armée menaçant la sécurité, la stabilité, l'intégrité territoriale et la souveraineté) contre un État membre, tous les autres États membres, à la demande de cet État membre, fourniront immédiatement à ce dernier l'aide nécessaire, y compris militaire. »

— Charte de l'OTSC, article 4
Cependant, ni la Russie ni les autres membres de l’alliance militaire ne fournissent une assistance militaire contre l’offensive azerbaïdjanaise. Divers analystes politiques et hommes politiques estiment que les attaques de l'Azerbaïdjan sont enhardies par la préoccupation de la Russie concernant son invasion de l'Ukraine, les liens militaires de l'Azerbaïdjan avec la Russie, les liens économiques de l'Azerbaïdjan avec la Russie et d'autres puissances européennes, et l'intérêt même de la Russie dans la création du « corridor de Zangezur »,,,,.
L'Arménie demande l'aide de l'OTSC à deux reprises, à la suite de diverses incursions territoriales de l'Azerbaïdjan : en mars 2021 et en septembre 2022,,,. L'OTSC rejeta la demande de l'Arménie à deux reprises. Au lieu de fournir une assistance immédiate après l'attaque de l'Azerbaïdjan en septembre 2022, l'OTSC choisit d'envoyer une « mission d'enquête » une semaine plus tard tout en annonçant ne pas prévoir l'envoi d'aide militaire avant même l'arrivée de la mission.
L'inaction de l'OTSC pour aider l'Arménie a incité le Parlement européen à encourager l'Arménie pour la recherche d'alliances de sécurité alternatives,. Nerses Kopalyan, politologue, écrit : « les soldats de maintien de la paix russes fonctionnent plus comme une mission d'observation impuissante que comme un contingent armé ».
Selon Nikolaï Bordiouja (en), ancien secrétaire général de l'OTSC, « le problème est le territoire arménien, dont la propriété n'est pas remise en question », ajoutant « l'ensemble de la communauté internationale considère ce territoire comme le territoire souverain de l'Arménie ». documents, l'OTSC est obligée de réagir en cas d'incursion des forces armées d'un autre État. quelques jours après que les forces russes ont connu des revers militaires dans la région ukrainienne de Kharkiv et que « l'OTSC a été révélée comme un tigre de papier ». D'après ses propres documents, l'OTSC est obligée de réagir en cas d'incursion des forces armées d'un autre État »,. Neil Hauer, journaliste spécialisé dans le Caucase, souligne que l'invasion de l'Arménie par l'Azerbaïdjan en septembre 2022 s'est produite quelques jours seulement après les revers militaires russes dans la région ukrainienne de Kharkiv, « l'OTSC ayant été présentée comme un tigre de papier ».

### L'inaction de l'Union européenne
Divers critiques pointent la présentation différente en Occident du conflit par rapport à l'invasion russe de l'Ukraine, malgré le fait que l'Arménie mène des réformes démocratiques contre l'État de plus en plus autoritaire de l'Azerbaïdjan,,,.
L'Azerbaïdjan est un exportateur majeur de pétrole et de gaz vers l'Europe et, dans le but de réduire sa dépendance à l'égard des importations russes, l'Union européenne a signé un accord de fourniture de gaz avec l'Azerbaïdjan en juillet 2022, perçu comme encourageant les actions de l'Azerbaïdjan,.
Cependant, le politologue Suren Surenyants juge positif la déclaration des députés européens « considérant les actions militaires de septembre [par l'Azerbaïdjan] comme une occupation militaire, sans lier cette agression dans le conflit plus général du Haut-Karabagh ». Mais Surenyants ne s'attend pas à ce que l'occupation de l'Arménie par l'Azerbaïdjan prenne fin sans une action concrète de la communauté internationale : « les Azerbaïdjanais mènent des travaux d'ingénierie sur le territoire arménien souverain, équipant des positions. Aucune structure internationale ou centre géopolitique ne créé une situation pour Aliyev le contraignant de quitter ces territoires ».
L'UE tente de négocier un « accord de paix » entre l'Arménie et l'Azerbaïdjan, prévoyant une commission frontalière mixte pour délimiter la frontière mutuelle entre les deux pays. Selon l'analyste politique Tigran Grigoryan, « c'est une tentative de la part de l'Union européenne [...] d'établir une paix des vainqueurs aux dépens de l'Arménie, où les intérêts arméniens ne sont pas du tout pris en considération ». L'UE a traité l'Arménie et l'Azerbaïdjan comme des partis égaux malgré l'asymétrie du pouvoir militaire et politique entre les pays. La réponse de l'UE au nettoyage ethnique des Arméniens du Haut-Karabakh se limite à de vagues déclarations timides par nature, sans nommer l'agresseur. Depuis la guerre de 2020, chaque escalade militaire a permis aux forces azerbaïdjanaises de gagner du terrain, ce que la politologue Karena Avedissian qualifie d'« empiétement rampant » du Haut-Karabakh et de l'Arménie.